# Trieszt
Trieszt (olaszul Trieste, horvátul és szlovénül Trst, németül Triest) kikötőváros Észak-Olaszországban, az Adriai-tenger és Szlovénia között, ez utóbbi a várostól közvetlenül délre és keletre található. A város környéke a történelem során latin, szláv és germán kultúrák találkozási pontja volt. A város Friuli-Venezia Giulia régió közigazgatási székhelye. A város püspöki székhely. Két ismert obszervatórium található itt, a csillagvizsgáló és a geofizikai, amely köré szerveződött az 1924-ben létrejött egyetem is. A város székhelye a kávétermékeiről ismert Illycaffè S.p.A. vállalkozásnak, a Generali Biztosító és az osztrák alapítású Lloyd Triestino hajózási társaságnak.
1382-től 1867-ig a Habsburg Birodalom, majd 1918-ig az Osztrák–Magyar Monarchia része volt, a birodalom legfontosabb hajózási és hadikikötőjeként, egyben székhelye az Osztrák Tengermellék tartománynak. A 20. század elején a város a Birodalom negyedik legnagyobb városa volt (Bécs, Budapest és Prága mögött). Itt határozták meg az Adria feletti magasságot mint a korábbi hazai magasságmérés alapját is. A város a Saint-germaini békeszerződéssel került 1918-ban Olaszországhoz. 1945-ben Jugoszlávia a vegyes lakosságú környékével együtt a magáénak követelte, így lett a hidegháború egyik konfliktuspontja, majd 1954-től ismét Olaszország része. Határmenti fekvése és a vonzáskörzetétől való elzártsága Szlovénia 2004-es európai uniós csatlakozásával kezdett jelentősen oldódni, majd a 2007-es schengeni egyezményhez való csatlakozásukat követően korlátozásként meg is szűnt. A 21. század ismét a kultúrák, az etnikai csoportok és vallások sokszínűségéről szól, Trieszt gazdag történelmével elegyítve.

## Fekvése
Olaszország és Szlovénia határához közel, a Trieszti-öböl központjában fekszik,  Budapest-től 563 km, Bécstől 470, Velencétől 160, Ljubljanától 95 km távolságra.

## Demográfia
A város népessége a kikötő forgalmának növekedésével és az ipar fellendülésével dinamikusan növekedett. Ezen belül is az első világháború előtti időszak volt jelentős, szinte robbanásszerű az 1910-es években. A népesség száma 1951-ben érte el a csúcspontját, majd fogyásnak indult. A csökkenés oka először a város elzártsága miatt következett be, majd később az Olaszországra általánosan jellemző lakosságfogyás jelentkezett a településen is.

## Éghajlata
| Hónap | Jan. | Feb. | Már. | Ápr. | Máj. | Jún. | Júl. | Aug. | Szep. | Okt. | Nov. | Dec. | Év   |
| --- | ---- | ---- | ---- | ---- | ---- | ---- | ---- | ---- | ----- | ---- | ---- | ---- | ---- |
| Rekord max. hőmérséklet (°C) | 18,2 | 21,2 | 23,9 | 29,8 | 32,2 | 36,2 | 37,6 | 38,0 | 34,4  | 30,8 | 24,4 | 18,4 | 38,0 |
| Átlagos max. hőmérséklet (°C) | 7,6  | 9,0  | 12,2 | 16,5 | 21,6 | 25,0 | 27,9 | 27,7 | 23,3  | 17,8 | 12,3 | 8,8  | 17,5 |
| Átlagos min. hőmérséklet (°C) | 3,8  | 4,3  | 6,6  | 10,0 | 14,5 | 17,8 | 20,3 | 20,4 | 16,8  | 12,7 | 8,1  | 5,0  | 11,7 |
| Átl. csapadékmennyiség (mm) | 58   | 57   | 63   | 83   | 84   | 100  | 62   | 85   | 103   | 111  | 107  | 89   | 1003 |
| Havi napsütéses órák száma | 96   | 119  | 143  | 177  | 226  | 243  | 288  | 260  | 210   | 167  | 99   | 84   | 2113 |
| Forrás: [Atlante Climatico d'Italia del Servizio Meteorologico dell'Aeronautica Militare, data 1971-2011] , Rivista Ligure "La neve sulle coste del Maditerraneo" |      |      |      |      |      |      |      |      |       |      |      |      |      |

## Történelme

A város címere 1850–1918 között

### Alapítása
Az első adatok a településről a bronzkorból származnak, ekkor megerősített, fallal körülvett falvak születtek helyén. A kelták és illírek nyomait találták meg a város területén. A Római Birodalom idején a közeli Aquileia alapításával egy időben ’’Tergeste’’ néven kolóniát hoztak létre itt, amelynek kikötője és kereskedelmi utak találkozása egyre fontosabb szerepet játszott, azonban az öböl túloldalán lévő Aquileia jelentőségét nem haladta meg. A római Plinius történész írta meg tragikus történetét, hősies újrafelemelkedését, majd római elfoglalását. A város részt vett az illír háborúban, összeütközései voltak a szomszédos népekkel is, mégis ebben az időszakban, Augustus római császár ideje alatt érte el egyik virágkorát, amikor területén bazilika, kapitólium, templom, fórum, színház, emlékművek épültek. Az i. sz. I. század végén Szent Márk evangélista hittérítése nyomán itt is elterjedt a kereszténység, a város legnagyobb mártírja Justus védőszent lett. A Nyugatrómai Birodalom bukását követően Isztria és a város története összeforrott. A Keleti gótok és a Bizánci Birodalom és a Longobárdok harcait követően 774-től Nagy Károly birodalma alá tartozott. A városban püspökség alakult.
1203-tól 180 éven át a Velencei Köztársaság ellen küzdött, de a nagyhatalom végül 1368–69-ben megszállta. 1381–82-ben Chioggia ellen lépett háborúba, ám hiába hívta segítségül az itáliai hercegségeket, kénytelen volt végül kiadni egy saját alávetettségéről szóló nyilatkozatot Leopold osztrák hercegnek. A város maga is kétféle álláspontot képviselt, velencei ill. osztrák pártiakból állt, akik véres bosszúhadjáratokat vívtak egymással is. A 16. században rövid ideig spanyol uralom alá került, majd újra az osztrákok vették kezükbe irányítását.

### Osztrák uralom alatt

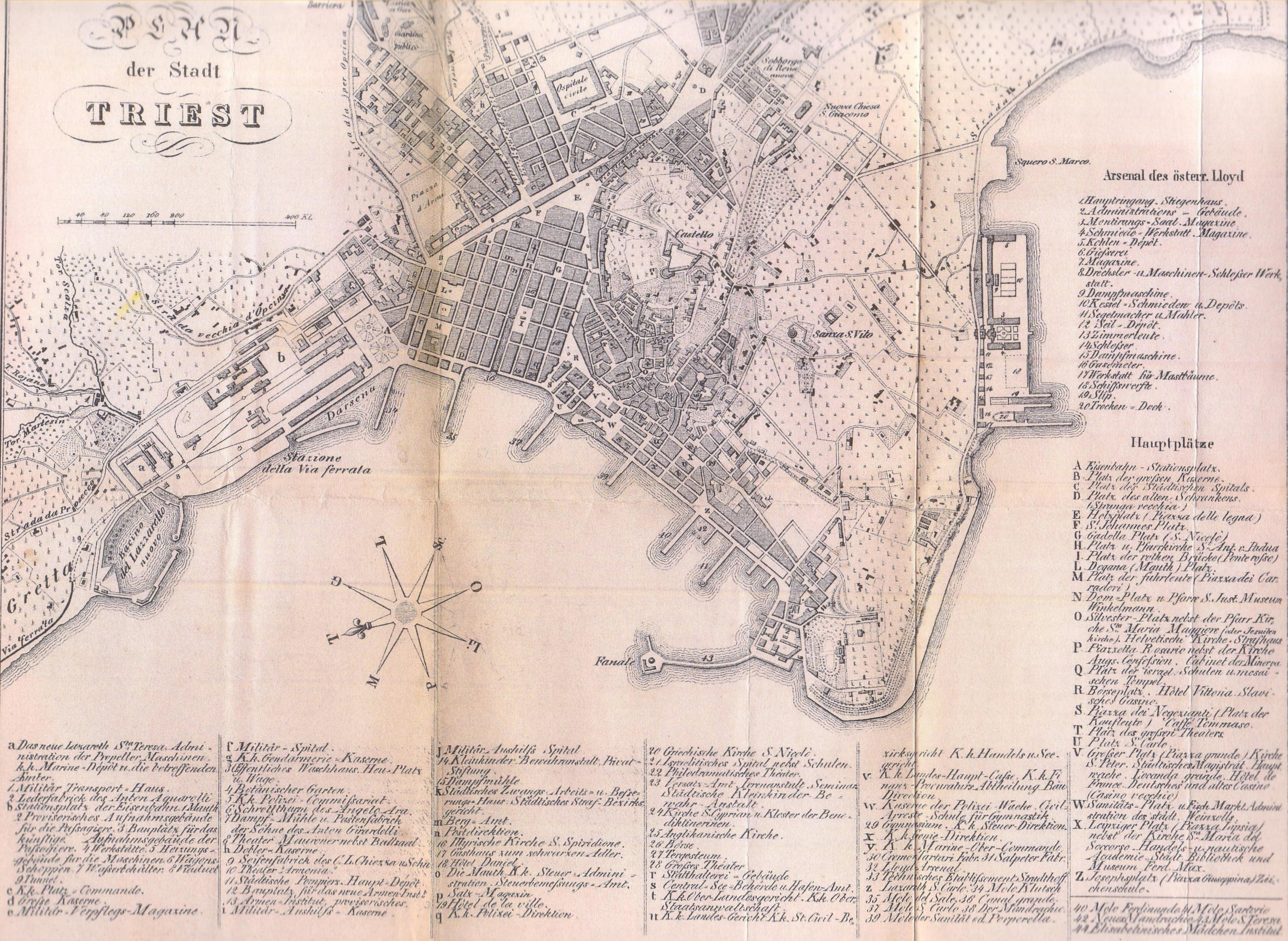
Trieszt térképe, 1857-ben

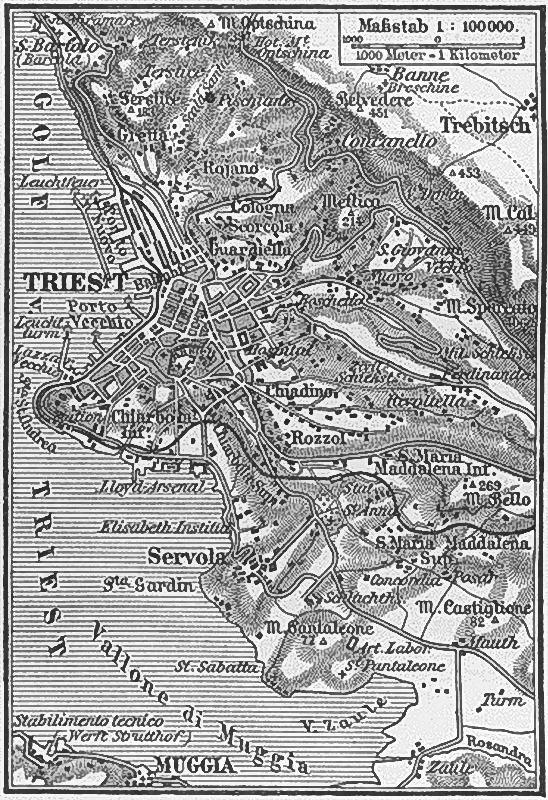
Trieszt és környékének térképe, 1888-ban

Az osztrákok hosszú időre rendezkedtek be a városban, és a császárság legfontosabb stratégiai helyének tartották minden uralkodójuk idején. 1719-ben Trieszt vámszabad-területté vált – és egészen 1891-ig az is maradt –, ennek köszönhette kereskedelmi forgalmának fellendülését. Napóleon háromszor szállta meg (1797, 1805-07, 1809-13), de ez csupán rövid időre vetette vissza a várost a fejlődésben. A napóleoni háborúk után újra az osztrákok uralma alá került.

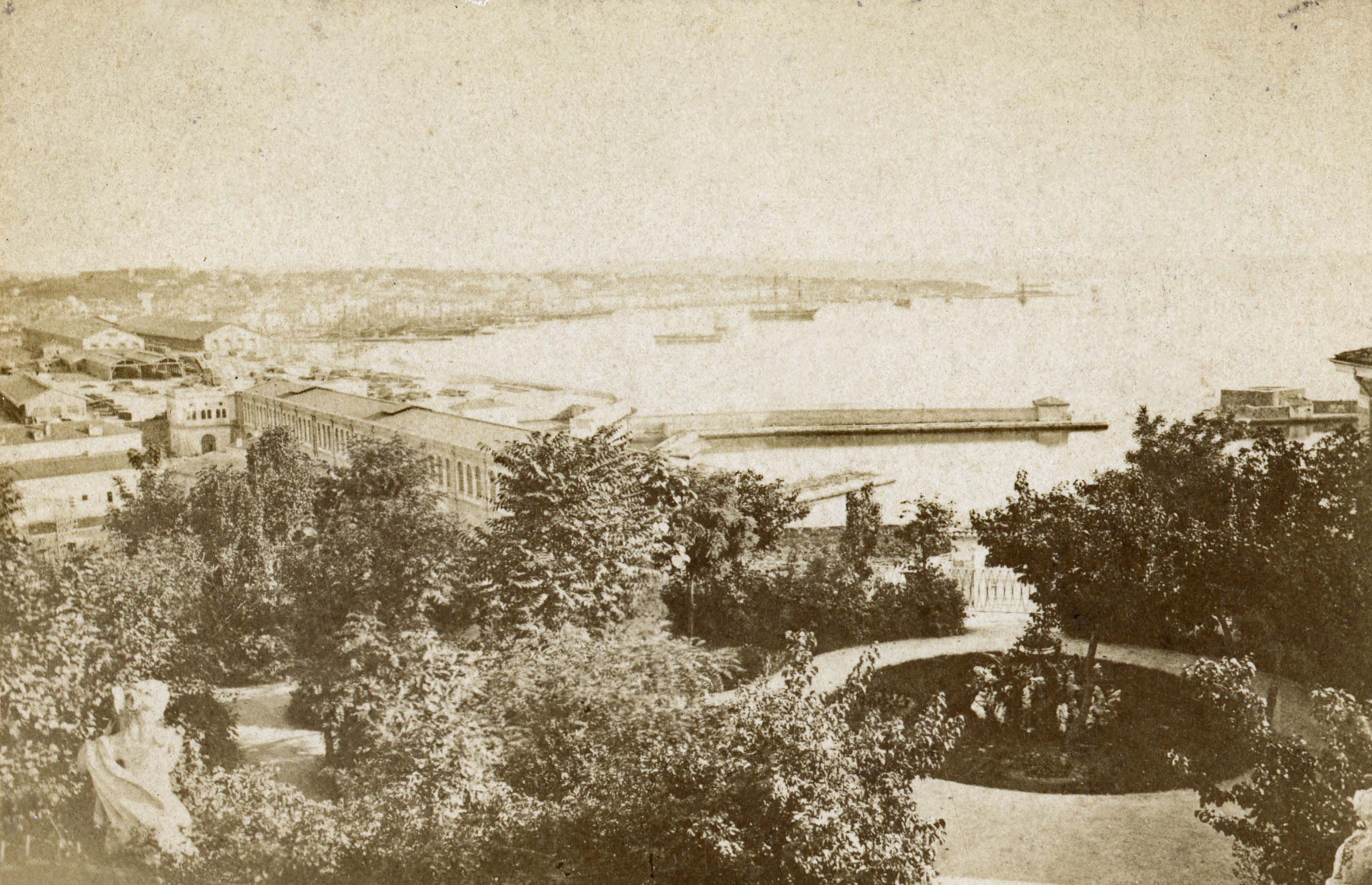
Trieszt látképe 1869-ben

A város felemelkedését jelezte olyan fontos városrészek kiépülése németül  Maria-Theresien-Stadt ma Borgo Teresiano) és a németül „Josephsstadt“, ma Borgo Giuseppino a mai Fő tértől keletre és nyugatra.
A kereskedelemben állandó versenyben volt Velencével. A forgalmat mutatja, hogy 1802-ben 483 326 tonna áru és 5442 hajó fordult meg. A város a csúcspontját azonban 100 év múlva érte el, amikor is több mint duplájára emelkedett a forgalom. Fő cikkeket a kávé, cukor, déligyümölcsök, bor, olíva olaj, építőanyag, vas, fa és gépek jelentették.

### Felvirágzás a 19. században
Az építészetben a napóleoni időszak a klasszicizmust hozta el, legismertebb épülete a Trieszti Opera.
Az 1815-ös bécsi konferencia megerősítette az osztrák jelenlétet és újraszervezte a közigazgatást.
1829. július 1-jén sikeres próbajáratát tette meg a ’’Civetta’’ propelleres hajó. Ebben az időszakban indult virágzásnak a hajógyártás, a biztosítók, pl.: Generali (1831), a bankszektor, a hajózási társaságok, pl. a Lloyd Triestino (1832).
1850-től a hajózási hivatal székhelye. 1854-ben a Semmeringi vasútnak köszönhetően közvetlen vasúti kapcsolatba került Béccsel. Az 1857/58-ban megalapított hajógyár lett később az osztrák haditengerészet számára a legfontosabb gyártó. 1867-től a kikötőt kibővítették, majd a Szuezi-csatorna 1869-es megnyitásával új országok kapcsolódtak be a forgalomba, Egyiptom, Szíria és Törökország.

### A város és a nacionalizmus

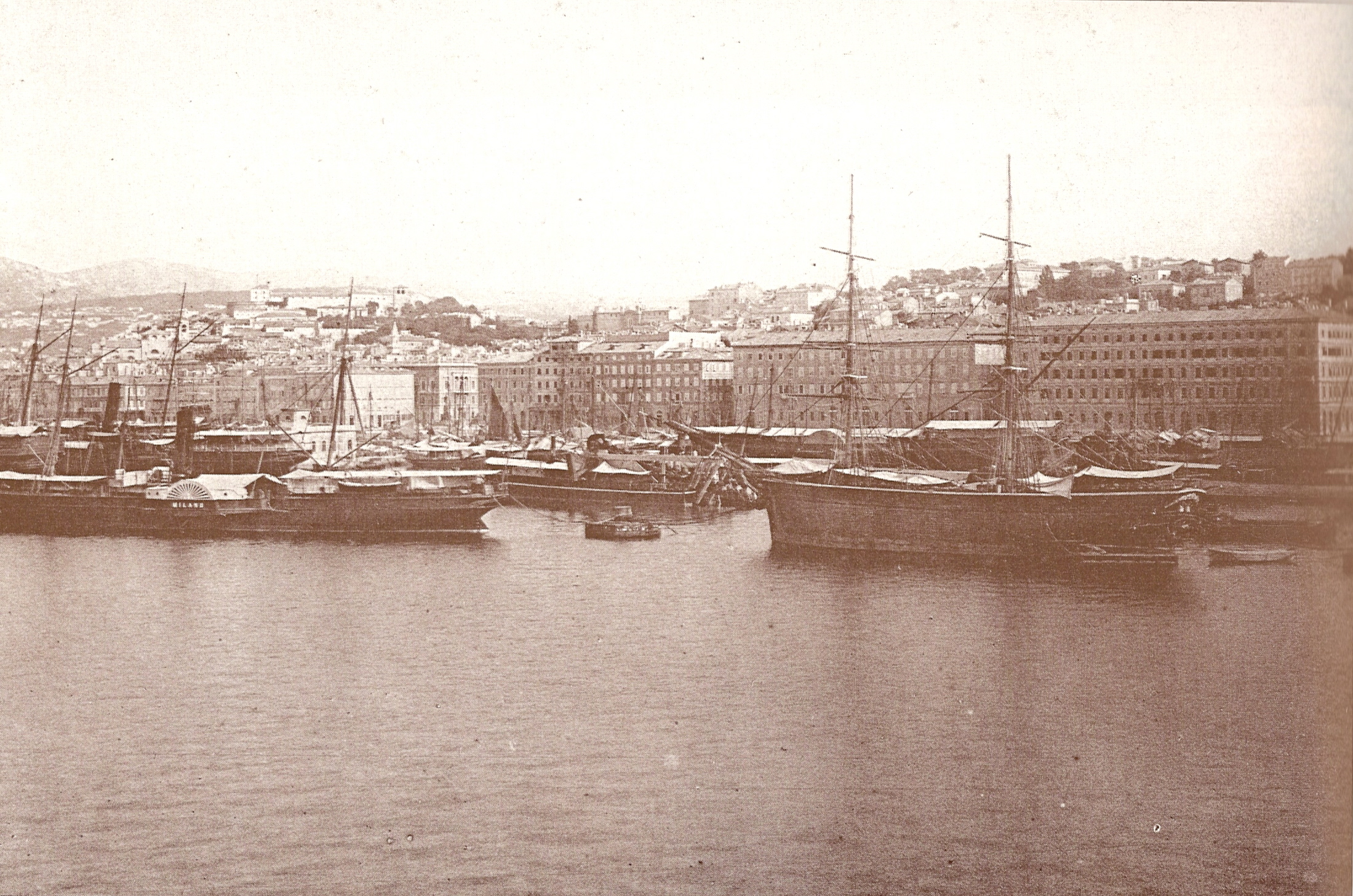
A kikötő 1893-ban, középen a mai Piazza Venezia

Az 1848-as, a birodalmat megrázó forradalmi hullám során Bécs elvesztette Lombardiát, Velencét, megtartotta Triesztet. 1850-ben létrehozták az Osztrák Tengermellék örökös tartományt, beolvasztva a korábbi Isztria, Krajna és Illér területeket. Mindeközben erősödött az olasz lakosság öntudata, és Olaszország 1861-es egyesítésével Triesztben is megerősödött az elszakadás támogatottsága. Ez a csúcspontját Ferenc József 1882-es – a város Habsburg-fennhatóságának 500. évfordulójára időzített – látogatásakor érte el. Guglielmo Oberdan – az osztrákellenes demonstrálók egyike – bombát robbantott társaival a császár közelében – sikertelenül. A nacionalizmus egészen 1914-ig megmaradt, és az Osztrák–Magyar Monarchia legnagyobb belső konfliktusa volt.

### Az I. világháborúig
A kereskedelmi forgalom 1,225 millió tonnára nőtt 1880-ra, majd 1912-re 4,573 millió tonnára. 1883-ra 30 millió korona beruházással új kikötő épült a város déli részén.
A politikai és nemzetiségi konfliktusok ellenére a gazdaság fejlődött. Újabb vasútvonalak létesültek Villach–Salzburg felé 1909-ben. 1898-ban újabb kikötő épült, amelyet 1918-ig németül Josephs-Hafen (József kikötőnek) hívtak.
A városi paloták felépülésével 1900-re megjelenésében is csúcspontjához ért a város. Az épületek a bécsi Ring divatját követték, sok építész tervezett mindkét városba, dominánsan az eklektika stílusában.
A kozmopolita város lakosságának 75%-a olasz, 18%-a szláv, 6%-a német volt. A külső kerületekben viszont a lakosság 52%-a szlovén (vend), 43%-a olasz, 4%-a német volt. A szélesebb környéken azonban már 93%-ban szlovénok (vendek) laktak. A lakosok többnyelvűek voltak, ahol az olasz volt a leggyakoribb közös nyelv.
Az első világháborút megelőzően, 1911–12-ben megkezdődött a hadihajók gyártása.

### Azelső világháborúalatt
A háború kirobbanásával hirtelen megváltozott a gazdasági és irodalmi élet Triesztben. 1915. május 23-án Olaszország hadba lépett az antant oldalán, az isonzói front a várostól néhány kilométerre északnyugatra alakult ki. Sok külföldinek el kellett hagynia várost, így James Joyce-nak is. Csak 1917-ben, a caporettói áttörés sikere nyomán távolodott el a front a várostól.
1918. október 29-én megalakult a Szerb-Horvát-Szlovén Királyság, amely elvágta Ausztriát az Adriától. A padovai fegyverszünet aláírását követően (1918. november 3.) már másnap olasz csapatok érkeztek Velencéből, a Szent Márk térről, ezt nevezik Molo Audace-nak, vagyis a város mólóról való elfoglalásának.
A városközpont olasz lakosságú volt, azonban a környezetében 18% szlovén élt. A város hivatalosan a rapallói szerződés után vált az Olasz Királyság részévé.

### Azolasz fasizmusalatt
Az olasz nemzeti érzelmek fellángolása erős nyomás alá helyezte a szlovén közösséget. Megtiltották az egyesülést és gyülekezést számukra, a szlovén neveket olaszosítani kellett, betiltották a szlovén nyelvű kiadványokat. Az összetűzések gyakoriakká váltak.
Csúcspontja 1920. július 13-a volt, amikor is az olasz fasiszták felgyújtották a Szlovén Közösségi Épületet.

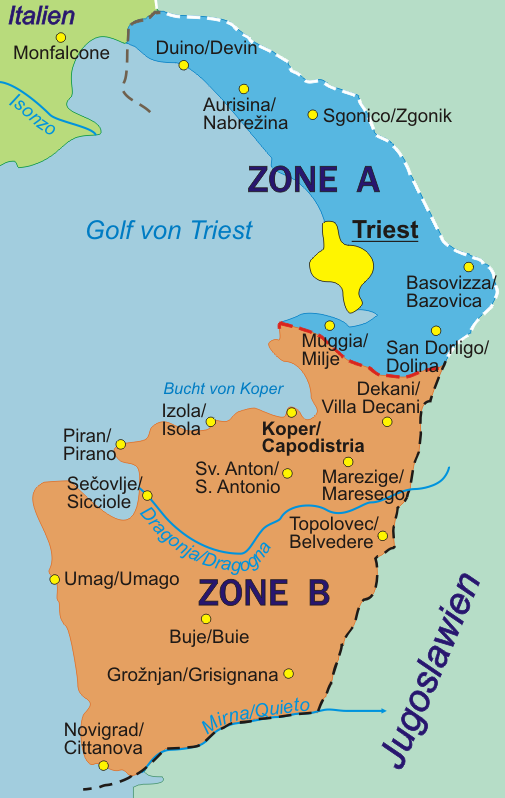
A trieszti szabad zóna felosztása

A város erős ipari kapacitása ellenére hanyatlásnak indult, mert elveszítette a Monarchia piacát, és csak az olasz hajózási forgalom maradt neki, amely jelentősen veszített jelentőségéből.

### Amásodik világháborúalatt
Olaszország kapitulációját követően 1943-ban a német megszállás alatt külön provinciát alkotott, amely 1945 áprilisáig tartott. Udine, Gorizia, Póla, Fiume és Ljubljana területeit összevonva irányították a városból a tengermelléki területeket, illetve a deportálásokat és táborokat. Amikor 1945-ben a jugoszláv partizánok bevették a várost, a táborok egy részét az SS felszámolta.

#### A trieszti szabad terület

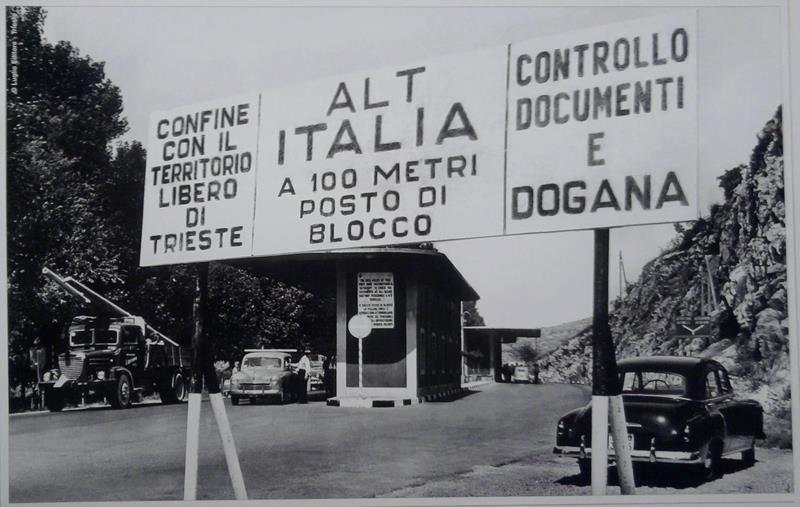
Határ a Trieszti szabad zóna és Olaszország között Duinótól nyugatra

A jugoszláv partizánok 1945-ben bevették a várost és az ott élő szlovén lakosság megvédése címén elfoglalták. 1945. május 1-jén a trieszti negyedik jugoszláv hadsereg és a kilencedik szlovén hadtest elfoglalta a várost. Május 2-án az Új-Zéland egységek, valamint a brit hadsereg is megérkezett Triesztbe. A nemzetközi nyomás hatására a jugoszláv csapatok végül június 12-én elhagyták a várost, de a nyomásgyakorlás megmaradt. Ezzel megkezdődött Jugoszlávia és Olaszország között a területi vita a hovatartozásról.
A párizsi békeszerződések nyílt területként jelölték ki a várost és környékét, így a mai szlovén tengerpartot.
Az A zóna brit és amerikai fennhatóság alá tartozott, míg a B zónát a jugoszláv hadsereg ellenőrizte.
Az ENSZ közreműködésével 1954-ben létrejött amerikai–angol–olasz–jugoszláv egyezmény, az ún. londoni memorandum alapján az A zóna ismét Olaszország része lett, míg a B zóna jugoszláv civil ellenőrzés alá került, így a város 1954. október 26. óta ismét Olaszországhoz tartozik. A Dragonja folyótól északra a mai Szlovénia, a folyótól délre pedig a mai Horvátország – azaz egykoron tagköztársaságok – kaptak területet.
1962-től a Friuli-Venezia Giulia régió központja. A hidegháború konfliktusainak egyik csúcspontja volt a város sorsa. Az osimói szerződés 1975. november 10-én megerősítette a határokat Olaszország és Jugoszlávia között; lehetővé téve, hogy az olaszországi jugoszlávok és a jugoszláviai olaszok egy éven belül szabadon átköltözhessenek az etnikai hovatartozásuk szerinti államba. Az 1980-as évekig jelentősen elszigetelődött a várost körülvevő határok miatt. Ezután sorra nyíltak a határátkelők a korábbi városkörnyék felé. Határmenti fekvése és a vonzáskörzetétől való elzártsága Szlovénia 2004-es európai uniós csatlakozásával kezdett jelentősen oldódni, majd a 2007-es Schengeni egyezményhez való csatlakozást követően korlátozásként meg is szűnt.

## Látnivalói

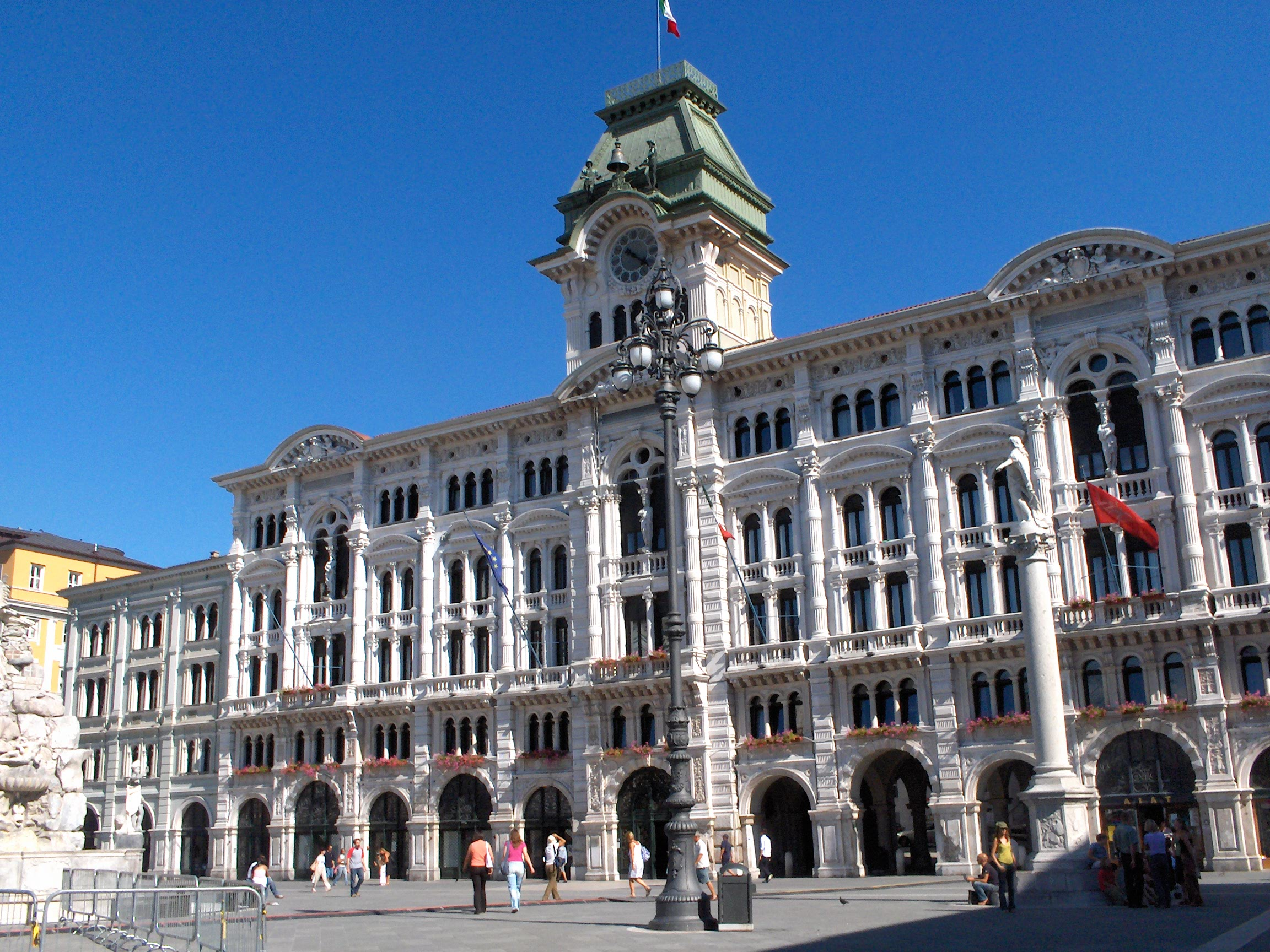
A Városháza

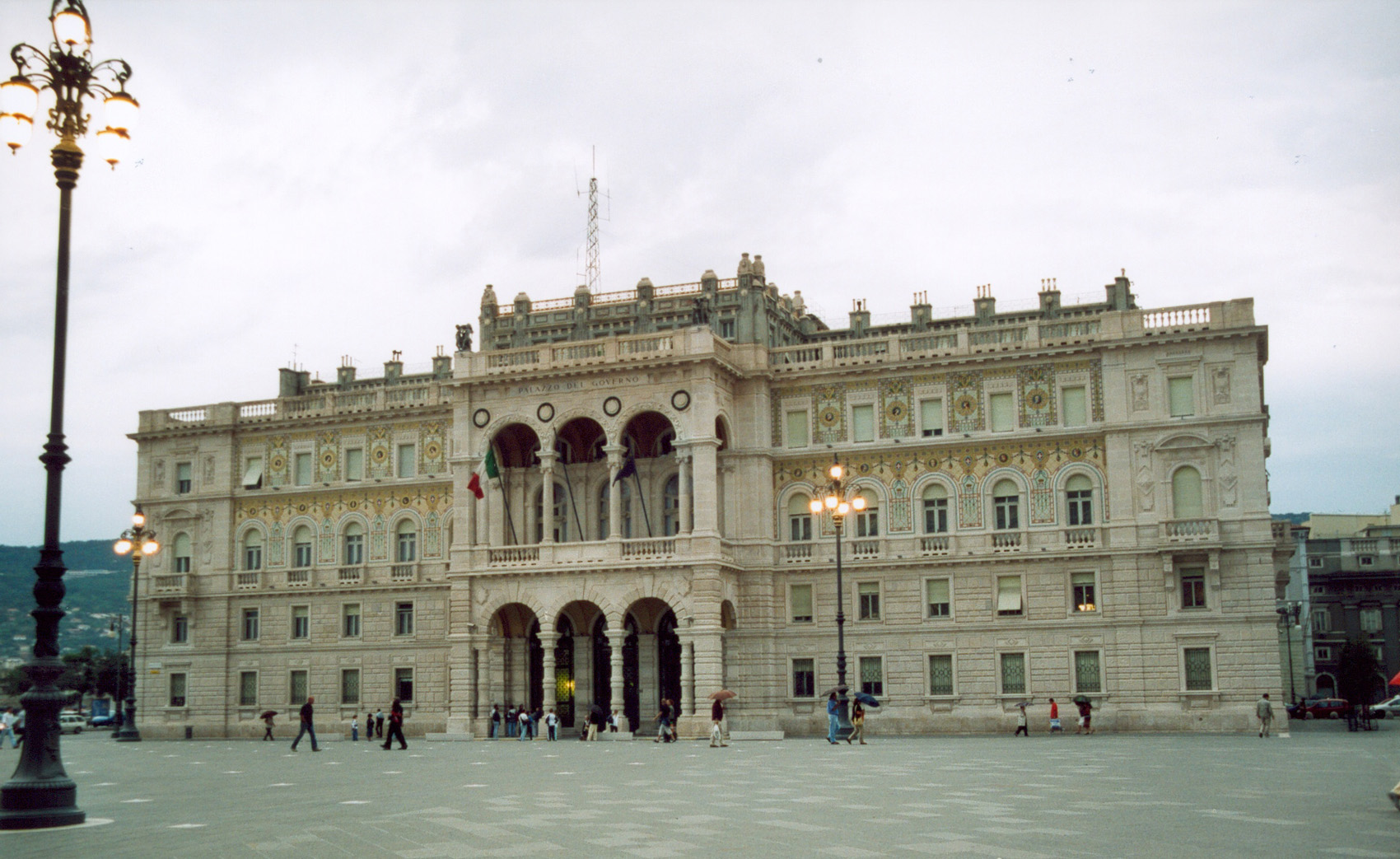
A Palazzo del Governo

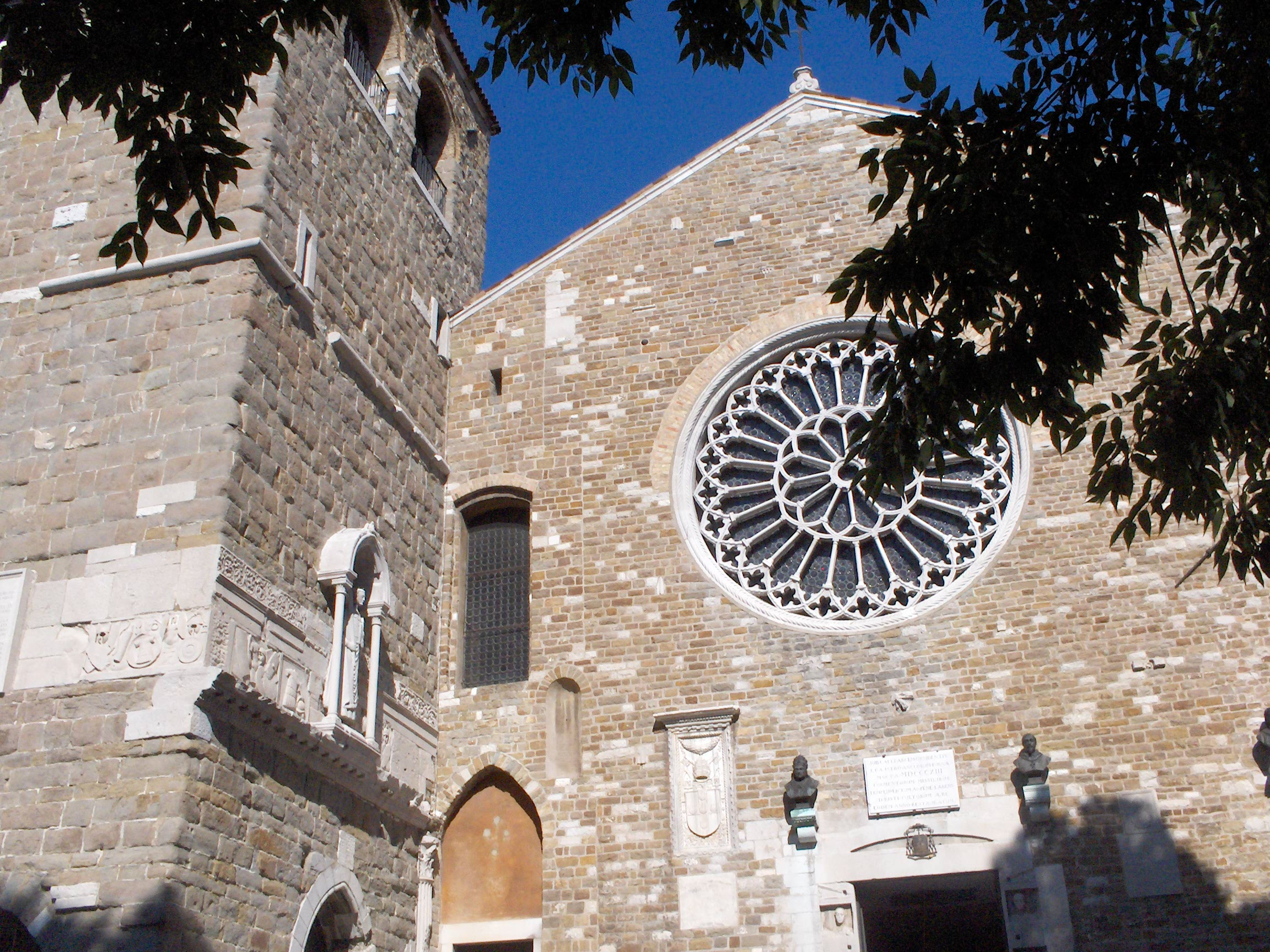
A San Giusto-katedrális (La Cattedrale di San Giusto)

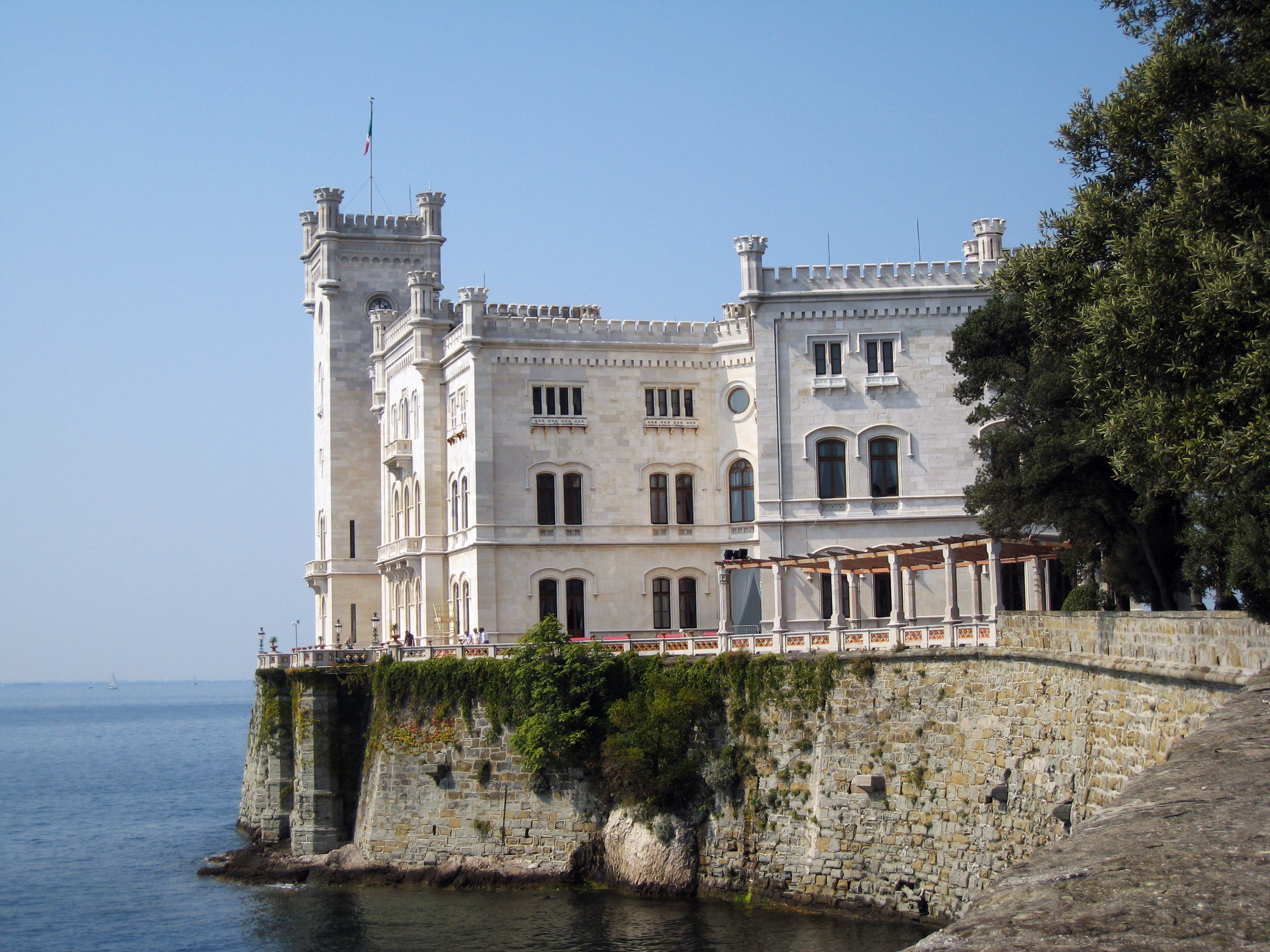
A Miramare-kastély

- Piazza dell’Unita d’Italia épületei:
  - Palazzo del Governo(wd)
  - Palazzo Stratti(wd)
  - Palazzo Modello(wd)
  - Palazzo del Municipio(wd): a mai Városháza, 1877-ben eklektikus stílusban épült.
  - Palazzo Pitteri(wd): Trieszt legérdekesebb barokk épülete 1790-ből
  - Duchi d’Aosta nagyszálló(wd): 1873-ban épült, eklektikus stílusban.
  - Palazzo del Lloyd Triestino(wd): 1883-ban született, neoreneszánsz palota
  - VI. Károly szobra a Városháza előtt (1728)
- Molo Audace(wd): a tengerbe nyúló móló, 1918–ban nevezték el az első ideérkező rombolóhajóról.
- Palazzo dei Congressi (1930) és előtte Nazario Sauro emlékműve (Tristano Alberti 1966)
- Borgo Teresiano: a 18. században Mária Terézia bővíttette ki a várost, így az új városrész az ő nevét viseli.
- San Nicolò görögkatolikus templom (1782)
- Ex Grandhotel Et De La Ville (1841)
- Palazzo Corciotti (1805)
- Nagy Csatorna (Canal Grande)
- Grattacielo / Generali: Arduino Berlam építette 1928-ban
- Generali Biztosító Épülete: neoklasszicista 1886-ból
- Piazza Del Ponterosso:
  - hagyományos piac
  - Banca Nazionale Del Lavoro (1878)
  - A tér közepén a Puttini szökőkút (1753)
- San Spiridione-templom (1869): szerb ortodox templom
- San Antonio Taumaturgo-templom: neoklasszicista építmény, 1828-ból származik
- Piazza Della Borsa műemlékei:
  - Palazzo Della Borsa: tőzsdepalota 1806-ból
  - Tergesto (1842) a triesztiek kedvenc találkozóhelye
  - Palazzo Dreher
  - Credito Italiano: barokk épület, előtte I. Lipót császár szobra
  - Casa Bartoli (1905)
  - Banca d’America e d’Italia (1912)
- San Giusto Katedrális
- San Giusto Erőd: 160 évig épült (1470–1630), a város fölé magasodik.
- Miramare-kastély (Castello di Miramare); a belvárostól mintegy 3 km-re álló XIX. századi romantikus kastély, amely Habsburg Miksa osztrák főherceg és felesége, Sarolta belga királyi hercegnő számára épült.

### Múzeumok
- Akvárium (Aquario) (1913, 1934)
- Museo Del Mare
- Vasúti Múzeum (Museo Ferroviario)
- Collezione Scaramagna: a leggazdagabb és legfontosabb magángyűjtemény Triesztben

## Közlekedés

### Tengeri
A trieszti kikötőt Ausztria majd 1867 és 1918 között az Osztrák-Magyar Monarchia Közép Európa legjelentősebb tengeri kikötőjévé építette ki. A 19. században a város központjától észak-keletre Porto Nuovo néven új kikötői negyedet építettek. Trieszt kikötőjében Magyarország 2021-ben egy 300 méter hosszú partszakasszal rendelkező, 32 hektáros területet vásárolt meg. A terület vételára 31 millió euró, a koncesszió 60 évre szól. Szijjártó Péter külügyminiszter tájékoztatása szerint a vámszabad-kikötőben 100 millió eurós infrastrukturális beruházást is tervez Magyarország, a magyar vállalkozások várható kétmillió tonna vagy 78 ezer konténer nagyságú export tevékenységének lebonyolítására.

### Légi
A városnak nemzetközi repülőtere is van, elsősorban szezonális járatokkal.

### Vasúti
Trieszt főpályaudvara a Stazione di Trieste Centrale, ahová három fontos vasúti fővonal is befut, az egyik Udine, a másik pedig Velence, a harmadik pedig Bécs-Graz-Ljubljana felől.

## Híres személyek

### Építészek
- Giovanni Andrea Berlam (1823–1892)
- Ruggero Berlam (1854–1920)
- Arduino Berlam (1880 – Tricesimo, 1946)
- Matteo Pertsch (1769–1834)
- Boris Podrecca (Belgrád, 1940)
- Marco Pozzetto (Ljubljana, 1925 – Trieszt, 2006)
- Gustavo Pulitzer Finali
- Ernesto Nathan Rogers (1909 – Gardone Riviera, 1969)
- Viktor Sulčič (1895 – Buenos Aires, 1973)

### Írók, költők
- Italo Svevo olasz író
- Umberto Saba olasz író
- Scipio Slataper olasz író
- Enzo Bettizza olasz író
- Fulvio Tomizza olasz író
- Claudio Magris olasz író
- Pino Roveredo olasz író

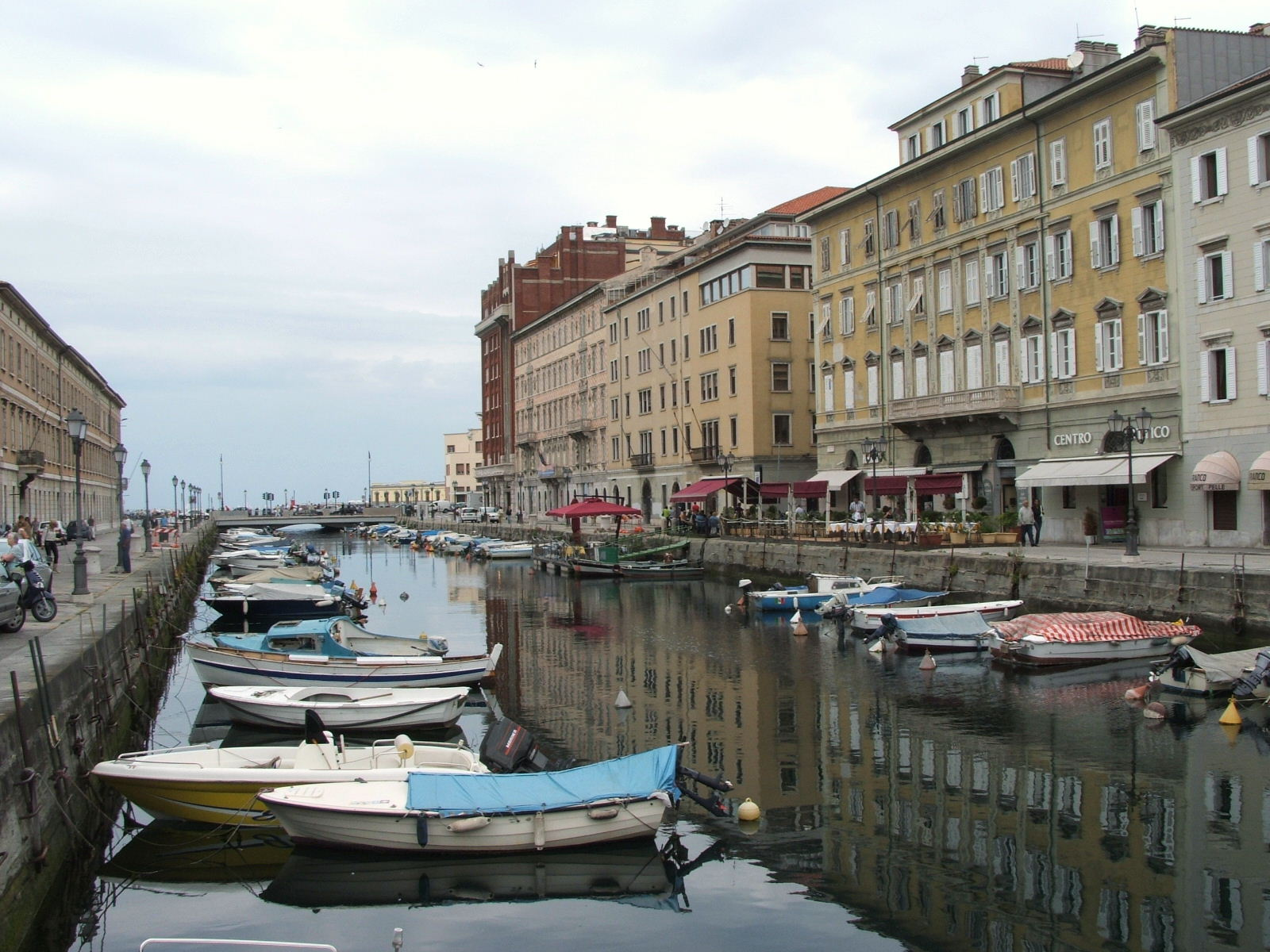
Canal Grande

- Susanna Tamaro olasz írónő (Trieszt, 1957)
- Vladimir Bartol szlovén író
- Boris Pahor szlovén író
- Alojz Rebula szlovén író
- Richard Francis Burton angol utazó, diplomata († Trieszt, 1890)
- Robert Hamerling osztrák költő (1855-66 között Triesztben tanított)
- Rainer Maria Rilke osztrák impresszionista költő (1875–1926)
- James Joyce (James Augustine Aloysius Joyce) ír költő, író, kritikus (1882–1941)
- Stendhal francia realista író (1783–1842)
- Alfredo Pieroni író, újságíró (1923-2011)

### Festőművészek
- Giuseppe Aguiari (1840–1885)

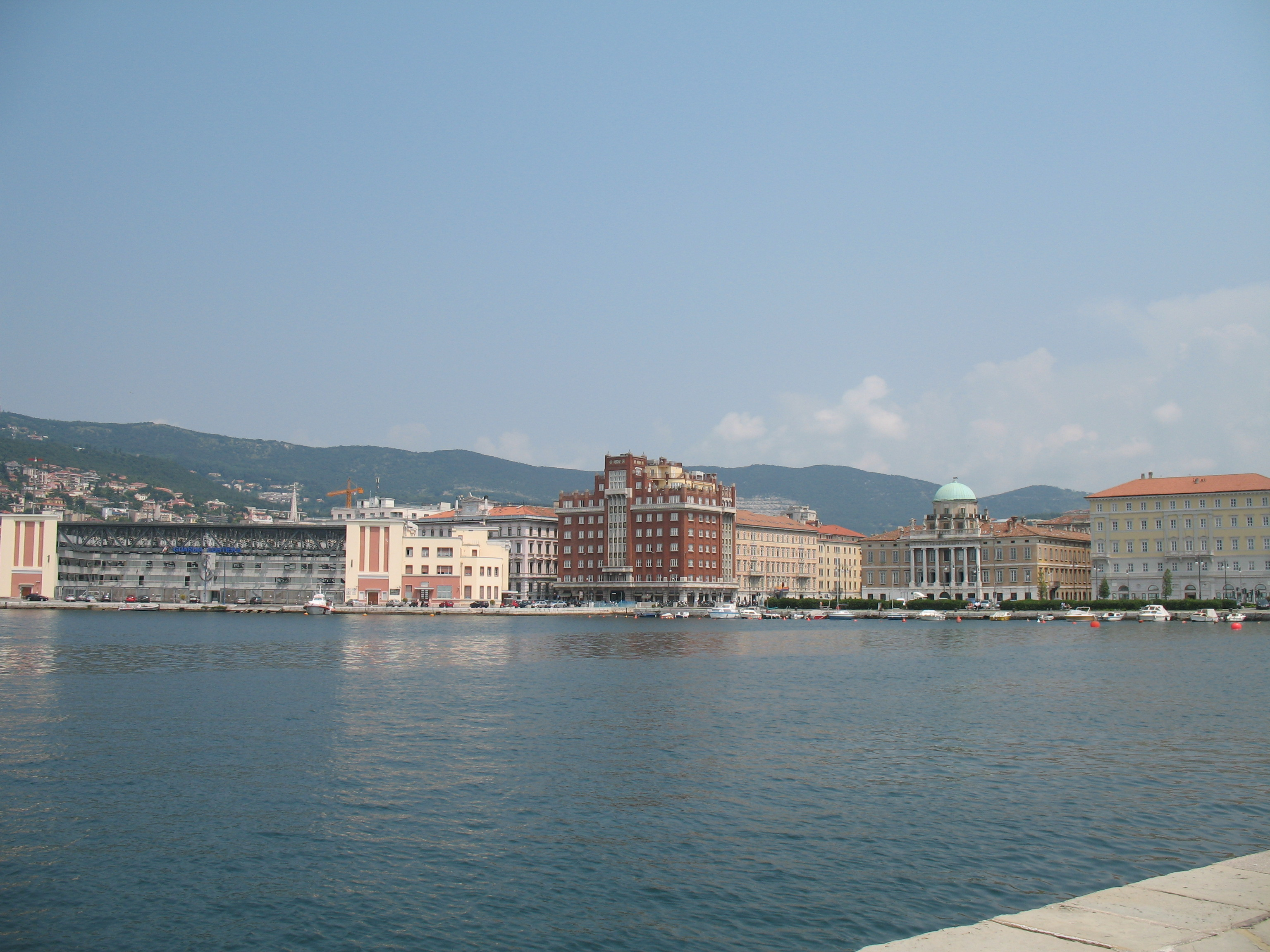
A tengerpart

- Achille Battistuzzi (? – Barcelona, 1891)
- Leopoldo Metlicovitz (1868–Ponte Lambro, 1944)
- Marcello Dudovich (1878–1962)
- Pietro Marussig (1879–1937)
- Antonio Fantoni (Almissa, 1898 – 1983)
- Augusto Černigoj (1898–1985)
- Lojze Spacal (1907–2000)
- Than Mór magyar festőművész († Trieszt, 1899)

### Egyéb ismert személyek
- Sigmund Freud (1876-ban 4 hetet töltött itt Carl Claus zoológus professzor itteni kutatóintézetében)
- Vittorio Vidali olasz sztálinista aktivista, bérgyilkos (más névein: Enea Sormenti, Jacobo Hurwitz Zender, Carlos Contreras), 1947–53 között a kommunista párt színeiben Trieszt egyik képviselője az olasz parlamentben.
- Romano Puppo, olasz színész és kaszkadőr 1933-ban itt született, illetve itt is érte halálos kimenetelű baleset 1994-ben.

## Testvértelepülések
- Graz, Ausztria
- Bejrút, Libanon
- Douala, Kamerun
- Santos, Brazília

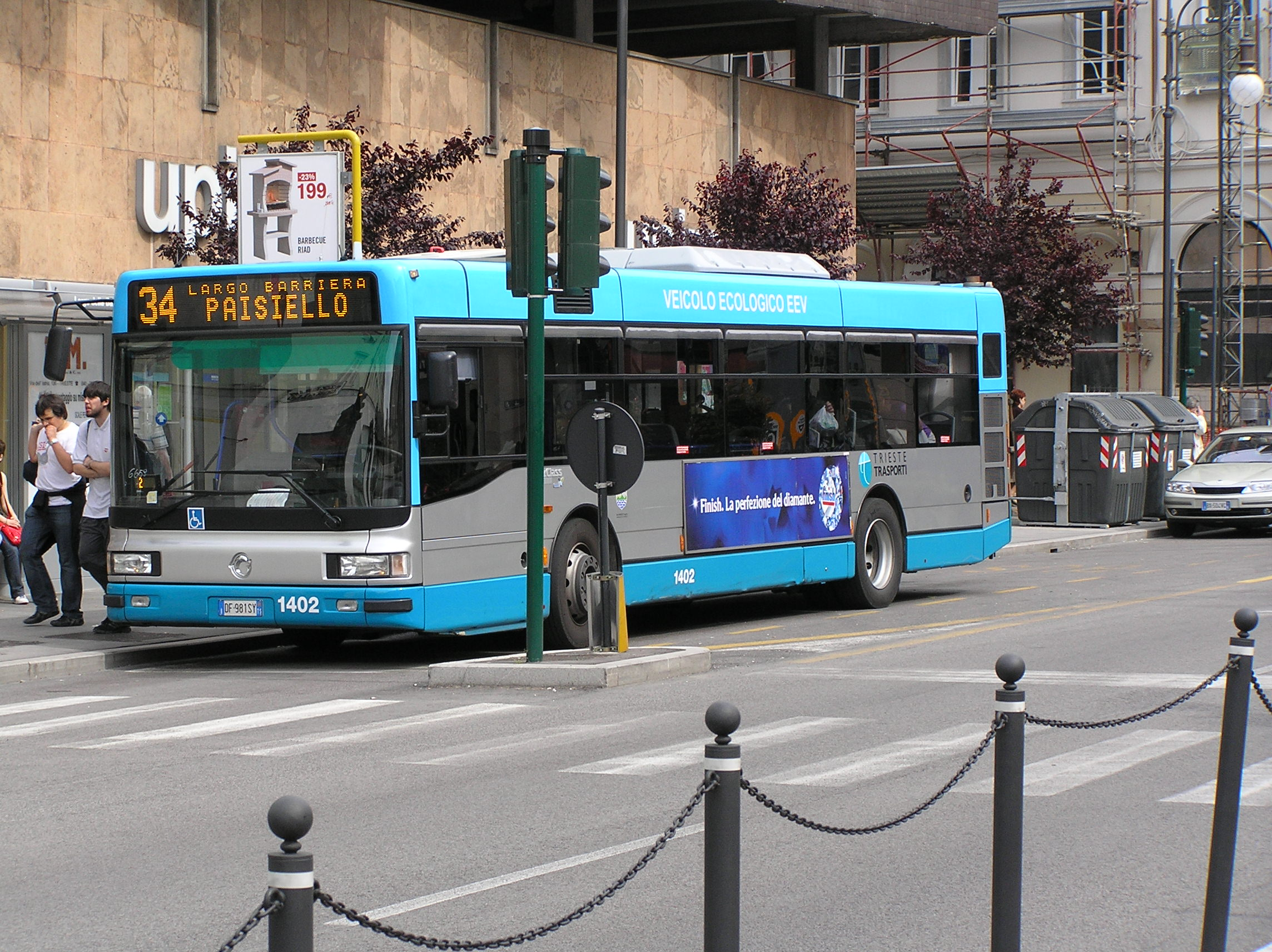
Trieszti autóbusz

- Southampton, Egyesült Királyság
- Le Havre, Franciaország

## Fordítás
- Ez a szócikk részben vagy egészben  a   Triest című német Wikipédia-szócikk ezen változatának fordításán alapul.  Az eredeti cikk szerkesztőit annak laptörténete sorolja fel. Ez a jelzés csupán a megfogalmazás eredetét és a szerzői jogokat jelzi, nem szolgál a cikkben szereplő információk forrásmegjelöléseként.

### A szépirodalomban
- Wenner Éva: Irodalom a határon. Italo Svevo regényei az Osztrák-Magyar Monarchia szellemi életében; Mundus, Bp., 2009 (Mundus – új irodalom)
- Claudio Magris: Kisvilágok; ford. Barna Imre, Szirti Bea; 2. jav. kiad.; Libri, Bp., 2012
- Giorgio Pressburger: Trieszti történetek; ford. Lukácsi Margit; Noran Libro, Bp., 2018